# River Stour, Suffolk
River Stour är ett 76 km långt vattendrag i England. Dess källa ligger i West Wickham i Cambridgeshire. Den flyter i östlig riktning, utgör gränsflod mellan grevskapen Suffolk och Essex och mynnar i Nordsjön vid Harwich i Essex.